# Seat 128 3p
Der Seat 128 3p war ein dreitüriges Kombi-Coupé mit Schrägheck der Mittelklasse, das Seat von Fiat übernahm und Mitte 1977 auf den Markt brachte. Sein Reihen-Vierzylindermotor entsprach dem des Seat 1200 / 1430 Sport Coupé und verfügte über 1197 cm³ oder 1430 cm³ Hubraum und leistete 49 kW / 67 PS oder 56,5 kW / 77 PS. Dies reichte für 160 km/h.
In der Größe lag der Wagen zwischen dem gleichzeitig angebotenen Seat 1200 Sport Coupé und dem älteren Seat 124 Sport Coupé, hatte beiden aber die große Heckklappe voraus.
Die anderen Modelle des Fiat 128 wurden in Spanien niemals gebaut. Im Frühjahr 1979 wurde die Produktion des Coupés zugunsten des Seat Ritmo eingestellt.